# Oude Burg

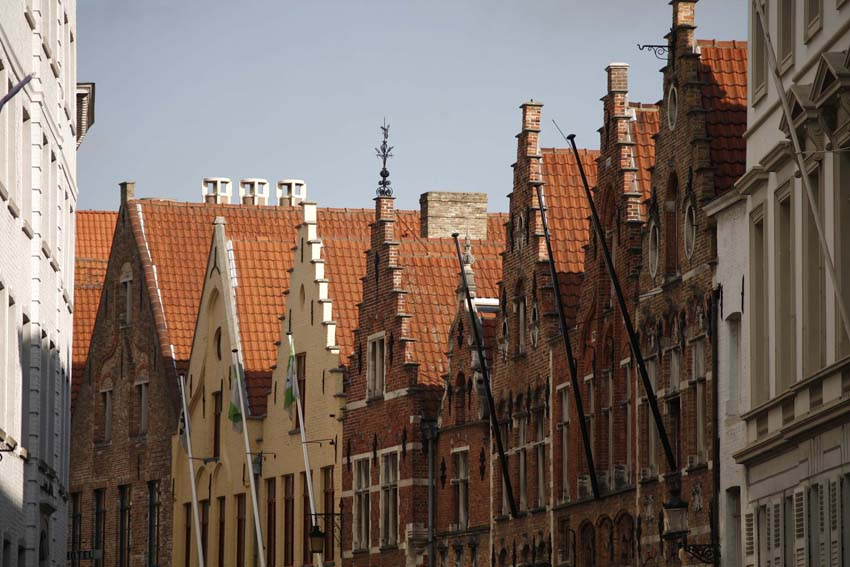
Enkele trapgevels in de Oude Burg

De Oude Burg is een straat in Brugge.

## Beschrijving
Burg betekende in het Middelnederlands 'versterkte plaats', 'burcht', maar bij uitbreiding ook 'nederzetting' of 'stad'.
In de 13de eeuw vindt men de naam in Brugge als 'Oudenbuerch' of 'in vetere urbe'. De naam verwees niet naar een straat maar naar een wijk. Het ging minder om een 'burcht' dan wel om een nederzetting die allicht oorspronkelijk versterkt was en/of aansloot bij de grafelijke burcht. Het is duidelijk dat het hier om een oud deel, zo niet het oudste deel van de stad ging. Daarom ook de 'oude' burg, zonder dat daarom werd gesuggereerd dat er ook een 'nieuwe' burg was ontstaan.
De naam heeft nogal wat wijzigingen ondergaan. In de 18de eeuw maakte men er Oude Burgstraat van, vervolgens Oudeburgstraat, daarna Oudenburgstraat, in 1850 Ouden-Burgstraat en vanaf 1936 opnieuw de oorspronkelijke benaming Oude Burg.

## Bezienswaardigheden
- Het Hof van Watervliet
- De beschermde woning "De Tassche"
- De 16de-eeuwse woning "Sint-Barbara"
- Het Huis de Halleux, met oranjerie
- Huis "De Olifant"

## Bekende bewoners
- William Curtis Brangwyn
- Frank Brangwyn